# Lake Placid vs. Anaconda
Lake Placid vs. Anaconda è un film per la televisione del 2015 diretto da A.B. Stone. È il quinto film del franchise Lake Placid, nonché crossover con la serie di Anaconda.

## Trama
Un coccodrillo gigante dovrà affrontare un anaconda lunga più di 4 metri per avere il controllo del territorio mentre le forze dell'ordine locale cercano di contenere i danni e impedire a una potente multinazionale di impossessarsi degli anaconda.